# IES
IES — формат файла с фотометрическими данными. Создан для передачи фотометрических данных световых приборов между разными светотехническими компьютерными программами. Формат разработан Светотехническим Обществом Северной Америки (Illuminating Engineering Society of North America, IESNA). Он поддерживается большинством профессиональных компьютерных программ (DIALux, Relux, Lightscape, Blender, 3D Studio Max, 3D Studio Viz, CINEMA 4D и др.), в которых используются средства освещения.